# Rubinstein-Falle
Die Rubinstein-Falle ist ein bekanntes taktisches Motiv im Schach. Es kann durch verschiedene Zugfolgen im Abgelehnten Damengambit entstehen.
Erstmals kam die Idee in einer Partie zwischen Amos Burn und Heinrich Wolf beim Schachturnier in Ostende 1905 vor:
1. d2–d4 d7–d5 2. c2–c4 e7–e6 3. Sb1–c3 Sg8–f6 4. Lc1–g5 Lf8–e7 5. Sg1–f3 Sb8–d7 6. e2–e3 0–0 7. Ta1–c1 a7–a6 8. c4xd5 e6xd5 9. Lf1–d3 Tf8–e8 10. 0–0 c7–c6 11. Dd1–c2 h7–h6 (11. … Sd7–f8 ist genauer) 12. Lg5–f4 Sf6–h5? (Schwarz möchte den gut postierten Läufer abtauschen, übersieht aber die weiße Drohung)
|   | a | b | c | d | e | f | g | h |   |
| 8 |   |   |   |   |   |   |   |   | 8 |
| 7 |   |   |   |   |   |   |   |   | 7 |
| 6 |   |   |   |   |   |   |   |   | 6 |
| 5 |   |   |   |   |   |   |   |   | 5 |
| 4 |   |   |   |   |   |   |   |   | 4 |
| 3 |   |   |   |   |   |   |   |   | 3 |
| 2 |   |   |   |   |   |   |   |   | 2 |
| 1 |   |   |   |   |   |   |   |   | 1 |
|   | a | b | c | d | e | f | g | h |   |

Stellung nach dem 12. Zug von Schwarz
Weiß gewann nun mittels 13. Sc3xd5 einen Bauern, da sich 13. … c6xd5 wegen 14. Lf4–c7 mit Damengewinn verbietet. Auf 13. … Sh5xf4 folgte 14. Sd5xf4 und Weiß gewann in der Folge die Partie.
Während die meisten Eröffnungsfallen im Schach nach denjenigen Spielern benannt werden, die sie zuerst erfolgreich angewandt haben, ist die Rubinstein-Falle nach dem polnischen Weltklassespieler Akiba Rubinstein benannt, der kurioserweise gleich zweimal in seiner Karriere auf sie hereinfiel. Die beiden Partien (gegen Max Euwe in Bad Kissingen 1928 und Alexander Aljechin in San Remo 1930) verliefen nicht genau identisch, das Kombinationsmotiv war aber gleich. Der Schachhistoriker Edward Winter erwähnt in seinen Chess Notes (Nr. 3354) noch vier weitere ähnliche Beispiele aus Meisterturnieren zwischen 1908 und 1924.